# Pentoffia tridenta
Pentoffia tridenta är en insektsart som beskrevs av Dietrich 2004. Pentoffia tridenta ingår i släktet Pentoffia och familjen dvärgstritar. Inga underarter finns listade i Catalogue of Life.